# The Incredible Hulk (comics)
 (août 2025).
La mise en forme du texte ne suit pas les recommandations de Wikipédia : il faut le « wikifier ».
Les points d'amélioration suivants sont les cas les plus fréquents. Le détail des points à revoir est peut-être précisé sur la page de discussion.
- Les titres sont pré-formatés par le logiciel. Ils ne sont ni en capitales, ni en gras.
- Le texte ne doit pas être écrit en capitales (les noms de famille non plus), ni en gras, ni en italique, ni en « petit »…
- Le gras n'est utilisé que pour surligner le titre de l'article dans l'introduction, une seule fois.
- L'italique est rarement utilisé : mots en langue étrangère, titres d'œuvres, noms de bateaux, etc.
- Les citations ne sont pas en italique mais en corps de texte normal. Elles sont entourées par des guillemets français : « et ».
- Les listes à puces sont à éviter, des paragraphes rédigés étant largement préférés. Les tableaux sont à réserver à la présentation de données structurées (résultats, etc.).
- Les appels de note de bas de page (petits chiffres en exposant, introduits par l'outil «  Source ») sont à placer entre la fin de phrase et le point final[comme ça].
- Les liens internes (vers d'autres articles de Wikipédia) sont à choisir avec parcimonie. Créez des liens vers des articles approfondissant le sujet. Les termes génériques sans rapport avec le sujet sont à éviter, ainsi que les répétitions de liens vers un même terme.
- Les liens externes sont à placer uniquement dans une section « Liens externes », à la fin de l'article. Ces liens sont à choisir avec parcimonie suivant les règles définies. Si un lien sert de source à l'article, son insertion dans le texte est à faire par les notes de bas de page.
- La présentation des références doit suivre les conventions bibliographiques. Il est recommandé d'utiliser les modèles {{Ouvrage}}, {{Chapitre}}, {{Article}}, {{Lien web}} et/ou {{Bibliographie}}. Le mode d'édition visuel peut mettre en forme automatiquement les références.
- Insérer une infobox (cadre d'informations à droite) n'est pas obligatoire pour parachever la mise en page.

Pour une aide détaillée, merci de consulter Aide:Wikification.
Si vous pensez que ces points ont été résolus, vous pouvez retirer ce bandeau et améliorer la mise en forme d'un autre article.
The Incredible Hulk est une série régulière de comics en cours de parution mettant en avant le super-héros de Marvel, Hulk, et son alter ego, le Dr Bruce Banner.
Publiée à partir de mai 1962, la série compte six numéros avant d'être annulée en mars 1963, mais le personnage de Hulk réapparait plus tard dans le mensuel Tales to Astonish. À partir du numéro 102 (avril 1968) Tales to Astonish est renommé The Incredible Hulk, devenant ainsi le deuxième volume de la série. Le comic book est publié jusqu'au numéro 474 (mars 1999). La série est ensuite renommée et remplacée en avril 1999 par la série Hulk jusqu'en février 2000 pour redevenir The Incredible Hulk devenant ainsi le troisième volume de la série. En mars 2007 la série change de titre mais aussi de personnage central en devenant ''The Incredible Hercules.
Le deuxième volume de The Incredible Hulk revient en septembre 2009 avec le numéro 600 pour devenir The Incredible Hulks en novembre 2010 marquant par ce changement de titre la focalisation sur Hulk et sa famille élargie.
La série redevient ensuite The Incredible Hulk,  marquant le début de son quatrième volume, en décembre 2011, et est publiée jusqu'au relancement de plusieurs séries Marvel en janvier 2013 par le biais des parutions Marvel NOW!. À cette occasion la série change de titre pour devenir The Indestructible Hulk.

## Historique des publications

### Années 1960
Les six numéros de la série originale publiée à partir de mai 1962 sont écrits par Stan Lee et dessinés par Jack Kirby excepté pour le sixième et dernier numéro dessiné par Steve Ditko. Après son annulation en mars 1963 Hulk devient l'un des deux personnages principaux publiés au sein de la revue Tales to Astonish aux côtés de Giant-Man à partir du #60 publié en octobre 1964 (Hulk apparaît d'abord sur la couverture du #59 car son arrivée dans la revue y est annoncée),,.
Ces nouvelles aventures sont rédigées par le scénariste-éditeur Stan Lee et illustrées par l'équipe du dessinateur Steve Ditko et de l'encreur George Roussos. D'autres artistes rejoignent plus tard la série, notamment Jack Kirby des #68 à 87 (juin 1965 – octobre 1966) ; Gil Kane, crédité sous le nom de « Scott Edwards », dans le #76 (février 1966), sa première participation chez Marvel ; Bill Everett qui encre Kirby dans les #78 à 84 (février-octobre 1966) ; et John Buscema qui dessine les mises en page de Kirby dans les #85 à 87.
Le passage du personnage dans Tales To Astonish est marqué par l'introduction de deux super-vilains qui deviendront récurrents dans l'univers de Hulk : le Leader, qui cherche à s'approprier les pouvoirs de Hulk, et l'Abomination, un autre personnage irradié par les rayons gamma. C'est Marie Severin qui dessine les aventures de Hulk à partir du #92.
À partir du #102 (avril 1968), la série est renommée The Incredible Hulk (vol. 2) . Elle conserve ce titre jusqu'en 1999, lorsque Marvel l'annule pour la relancer avec un titre plus court : Hulk #1.

### Années 1970
The Incredible Hulk (vol. 2) a été publié durant toutes les années 1970 et a connu plusieurs scénaristes : on peut citer Archie Goodwin, Chris Claremont, Tony Isabella et Len Wein qui écrit la série de 1974 à 1978. Presque tous les numéros des années 1970 ont été dessinés soit par Herb Trimpe, qui resta sept ans sur la série, soit par Sal Buscema, qui fut l'artiste régulier pendant 10 ans à partir du #194 (décembre 1975).
Les #180-181 (octobre-novembre 1974) marquent la première apparence du personnage de Wolverine, qui allait devenir l'un des héros les plus populaires de Marvel. La planche originale sur lequel il apparaît s'est vendue 657 250 $ en mai 2014. D'autres personnages secondaires moins importants tel que Jim Wilson et Jarella, ne seront que peu remis en avant en dehors de cette décennie.
En 1977, Marvel lance un deuxième magazine en parallèle : The Rampaging Hulk (en) qui a pour particularité de ne contenir que des bandes dessinées en noir et blanc. Son objectif initial est de raconter des histoires sous forme de flashbacks se déroulant entre la fin de la courte série originale et le début de sa réapparition dans Tales to Astonish.  Après neuf numéros, le magazine est rebaptisé The Hulk ! et imprimé en couleur.
Des « encarts de continuité » en neuf parties ont été publiés dans les premiers numéros pour essayer d'établir le lien entre les histoires publiées dans The Rampaging Hulk et la série originale, sans succès au vu des nombreuses contradictions engendrées. Finalement, ces histoires ont été rétablies en suivant le principe de continuité rétroactive, les présentant comme des films réalisés par un extraterrestre du nom de Bereet (en) pour son peuple.

### Années 1980 et 1990
Après Roger Stern, Bill Mantlo reprend la rédaction du #245 (mars 1980). Parmi les adversaires créés par Mantlo pour la série figurent les U-Foes (en) et les super-soldats soviétiques. Les histoires Crossroads of Eternity de Mantlo, publiées dans les #300 à 313 (octobre 1984 – novembre 1985), explorent l'idée selon laquelle Banner a été maltraité durant son enfance. Plus tard, les scénaristes Peter David et Greg Pak, ont déclaré que ces histoires avaient influencé leur approche personnelle de la série,.
Après cinq ans sur la série, Mantlo quitte le titre pour aller écrire Alpha Flight, tandis que l'auteur d’Alpha Flight John Byrne reprend la série qu'il quitte après seulement six numéros, affirmant : « J'ai obtenu la série Hulk après une discussion avec le rédacteur en chef Jim Shooter, dans lequel j'ai mentionné certaines des choses que j'aimerais faire avec ce personnage, si j'en avais l'occasion. Il m'a dit de le faire, il a tellement aimé mes idées. Je l'ai fait, et une fois installé, il a immédiatement changé d'avis : "Vous ne pouvez pas faire ça !" Six numéros, c'était tout ce que je pouvais supporter ».
Le dernier numéro de Byrne présente le mariage de Bruce Banner avec Betty Ross. Avant son départ de la série Byrne avait réalisé un septième numéro, entièrement composé de planches en pleine page ; il ne sera publié que plus tard dans Marvel Fanfare (en) #29.
Al Milgrom remplace brièvement Byrne avant que le nouveau rédacteur régulier Peter David ne prenne la relève avec le #331 (mai 1987) ; il  va rester pendant 11 ans le scénariste du titre. Il revient notamment sur l'histoire des abus dont a été victime Bruce Banner, que Stern et Mantlo avaient introduits précédemment. Il insiste sur les traumatismes que ces violences ont causés, en particulier le fait que Banner souffret d'un trouble dissociatif de l'identité. Dans #377, il fait fusionner Banner, le Hulk vert et le Hulk gris en un seul être avec la personnalité, l'intelligence et les pouvoirs unifiés des trois. Il affirme avoir prévu cet événement depuis le début de son travail sur la série et avoir attendu le temps nécessaire pour que les lecteurs s'attachent au Hulk gris. David a travaillé avec de nombreux dessinateurs différents au cours de son parcours sur la série, notamment Dale Keown, Todd McFarlane, Sam Kieth, Gary Frank, Liam Sharp, Terry Dodson, Mike Deodato, George Pérez et Adam Kubert.
En 1998, David suit la suggestion de la rédactrice en chef Bobbie Chase de tuer la femme de Banner, Betty Ross. Dans l'introduction du TPB (en) La Belle et le Béhémoth, David raconte que sa récente séparation à l'époque lui a inspiré l'histoire. Les dirigeants de Marvel ont vu en la mort de Betty une opportunité pour faire revenir le « Savage Hulk », une version du Hulk incontrôlée, incontrôlable et de plus en plus puissante en lien avec sa colère croissante. Mais suite à des désaccords artistiques, David décide de quitter Marvel. Le #467 (Août 1998) est donc sa dernière contribution sur L'Incroyable Hulk (Vol.2), son 137e épisode.

### Redémarrages
Après le départ de David, Joe Casey prend la relève en tant que scénariste jusqu'à l'arrêt de la série sous le nom L'Incroyable Hulk (vol. 2) avec le #474 de mars 1999.
La série est relancée le mois suivant avec un titre plus court : Hulk, scénarisé par John Byrne et dessiné par Ron Garney.
Erik Larsen et Jerry Ordway reprennent brièvement le scénario avant que la série ne soit relanceé avec le numéro 12 en mars 2000 sous le nom de L'Incroyable Hulk (vol. 3)
Le nouveau scénariste de la série, Paul Jenkins en profite pour développer les multiples personnalités de Hulk. Bruce Jones reprend la suite de l'écriture et met en scène Banner poursuivi par une conspiration secrète et assisté par le mystérieux M. Blue. Jones a ajouté à ses 43 numéros la série limitée Hulk/Thing: Hard Knocks #1–4 (novembre 2004-février 2005), que Marvel publie plus tard après avoir mis la série en cours en pause.
Peter David, qui avait initialement signé un contrat pour la série limitée de six numéros Tempest Fugit, revient en tant qu'écrivain lorsqu'il a été décidé de faire de cette histoire les cinq premières parties du troisième volume relancé. Après quatre numéros en lien avec le crossover House of M et un numéro servant d'épilogue, David quitte la série une fois de plus, invoquant la nécessité de faire un travail non lié à Hulk pour le bien de sa carrière.
L'écrivain Greg Pak reprend la série en 2006 et avec le #113 (février 2008). Elle est rebaptisée The Incredible Hercules. Pak reste au scénario mais la publication est désormais centrée autour du demi-dieu mythologique Hercules et du jeune surdoué Amadeus Cho. Simultanément, Marvel lance Hulk (vol. 2) avec Jeph Loeb au scénario et Ed McGuinness au dessin.
Tout en continuant à publier Hulk (vol. 2), Marvel relance en parallèle la deuxième série Hulk des années 1960 : The Incredible Hulk (vol. 2) #600 en septembre 2009. Avec l'arrivée du Red Hulk (le général « Thunderbolt » Ross transformé, un ennemi de longue date du Hulk) et du Red She-Hulk (le personnage de Betty Ross ressuscité) cette série a été rebaptisée Incredible Hulks avec le #612 (novembre 2010) jusqu'au #635 (octobre 2011).
C'est ensuite la naissance de la série The Incredible Hulk (vol. 4) qui repart du #1. Les 15 numéros sont écrits par Jason Aaron et dessinés par Marc Silvestri de décembre 2011 à décembre 2012. En novembre 2012, Marvel annonce la publication d'un nouveau titre sur Hulk, Indestructible Hulk, écrit par Mark Waid et dessiné par Leinil Yu.
Hulk (vol. 2) devient Red She-Hulk avec le #58 de décembre 2012.
En 2017, The Incredible Hulk est relancé avec le numéro 709, la série utilisant la numérotation d'origine,. Cependant, le personnage principal est Amadeus Cho puisqu'il a succédé à Banner dans le rôle de Hulk comme le montre la série Totally Awesome Hulk.
Après l'avoir tué, Marvel ressuscite Bruce Banner et le réintègre dans la série en cours de 2018, changeant le titre en The Immortal Hulk tout en se concentrant sur des histoires plus inspirées de l'horreur. Les épisodes acclamées d'Al Ewing plongent profondément dans le le trouble dissociatif de l'identité instauré à la base par Peter David avec un aspect surnaturel peaufiné, en instaurant par exemple le fait que Bruce Banner puisse être tué pendant la journée et the Immortal Hulk pourra ressusciter la nuit pour se venger.

## Distinctions
Aux Prix Eisner 2019, The Immortal Hulk est nommé dans la catégorie « Meilleure série ».